# Древовидные папоротники

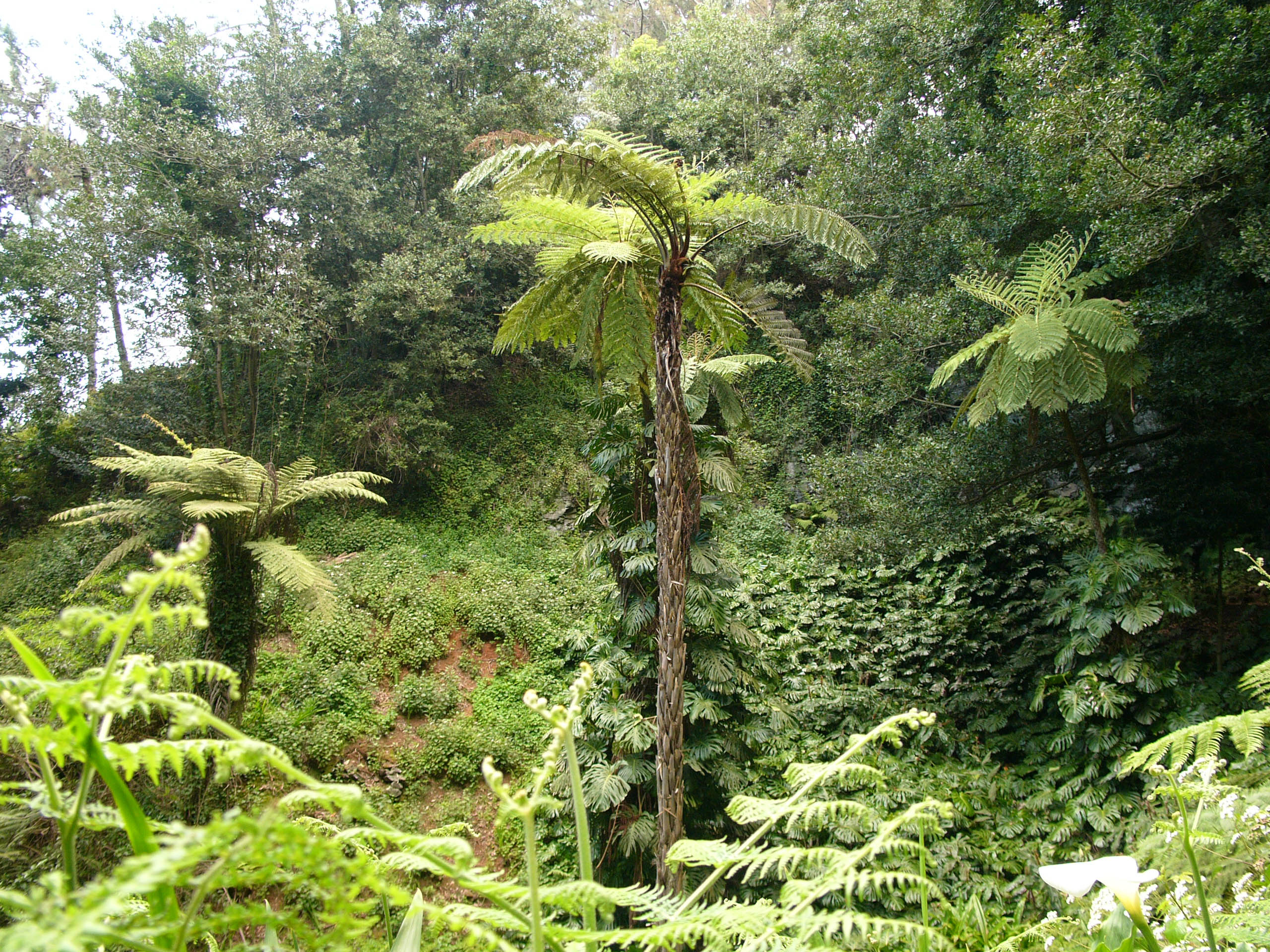

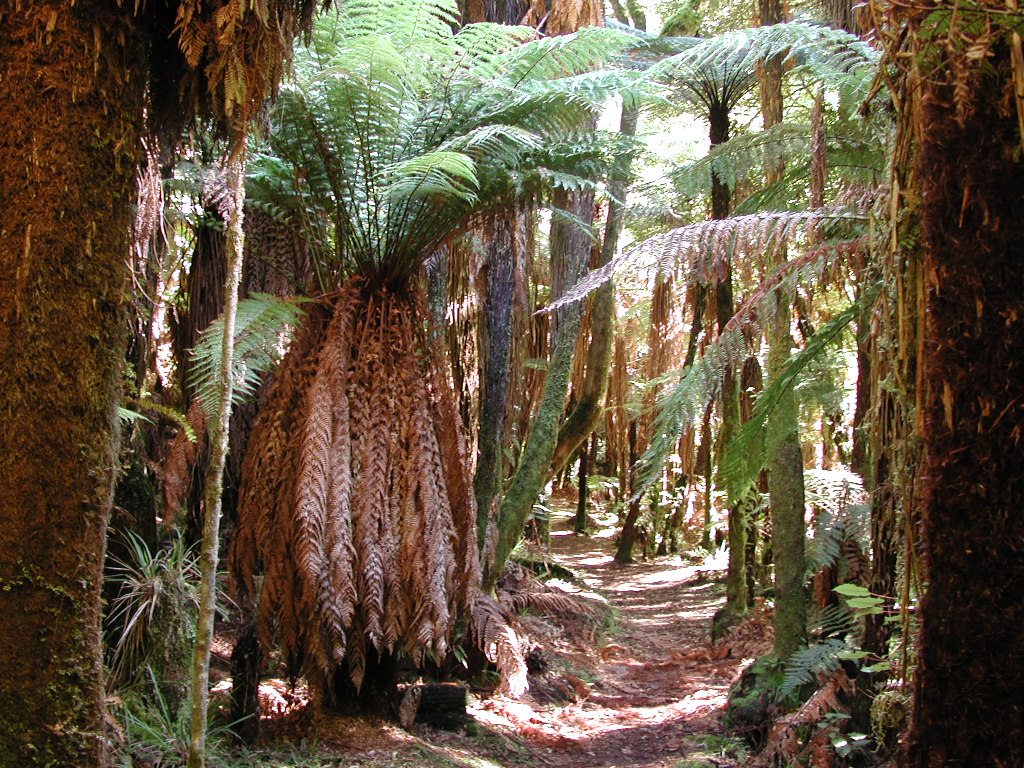
Древовидные папоротники в новозеландском лесу

Древови́дные па́поротники — внетаксономическая группа древних папоротниковидных древесных растений преимущественно из семейства циатейных (Cyatheaceae), и некоторые представители других семейств папоротников, обладающих древовидным габитусом. Древовидные папоротники появились около 400 миллионов лет назад в девонском периоде палеозойской эры, позднее были значительной составной частью каменноугольных лесов.
Характерные современные представители — виды родов Циатея (Cyathea), Диксония (Dicksonia), Циботиум (Cibotium), произрастающие в основном в высокогорных тропических лесах. Древовидные папоротники во многом определяли облик планеты в конце палеозойской — начале мезозойской эры.
Некоторые вымершие виды древовидных папоротников: Psanorius.
| Докембрий | Фанерозой | Фанерозой | Фанерозой | Фанерозой | Фанерозой | Фанерозой | Фанерозой | Фанерозой | Фанерозой | Фанерозой | Фанерозой | Фанерозой | Эон       |
| Докембрий | Палеозой  | Палеозой  | Палеозой  | Палеозой  | Палеозой  | Палеозой  | Мезозой   | Мезозой   | Мезозой   | Кайнозой  | Кайнозой  | Кайнозой  | Эра       |
| --------- | --------- | --------- | --------- | --------- | --------- | --------- | --------- | --------- | --------- | --------- | --------- | --------- | --------- |
| Докембрий | Кембрий   | Ордо вик  | Сил ур    | Девон     | Карбон    | Пермь     | Триас     | Юра       | Мел       | Палео ген | Нео ген   |           | П-д       |
| 4567      | 538,8     | 486,85    | 443,1     | 419,62    | 358,86    | 298,9     | 251,902   | 201,4     | 143,1     | 66,0      | 23,04     |           | млн лет ← |
| 4567      | 538,8     | 486,85    | 443,1     | 419,62    | 358,86    | 298,9     | 251,902   | 201,4     | 143,1     | 66,0      | 23,04     | 2,58      |           |

## Особенности
Ботаники обнаружили, что древовидный папоротник Cyathea rojasiana из тропических лесов Панамы способен превращать стареющие вайи — листоподобные органы — в корни. Вероятно, таким образом растение увеличивает объём почвы, из которой получает питательные вещества, компенсируя тем самым сильный недостаток азота в ней. Как отмечается в статье для журнала Ecology, это первый известный пример преобразования ваий в корни у древовидных папоротников.
| |  |  |
| Представители древовидных папоротников: Диксония антарктическая, Циатея Брауна, Cibotium chamissoi |  |  |